# 尹綸 (弘治進士)
尹綸（1470年—？），字大經，號虚一，直隸深州人，神策衛軍籍，明朝政治人物。

## 生平
弘治十一年（1498年）戊午科順天府鄉試第十九名舉人。弘治十五年（1502年）中式壬戌科會試第四十一名，三甲第十一名進士。授吉安府推官，正德二年任河南府推官，廉直有声。三年七月擢授山西道监察御史，巡按湖广，卒于官。

## 家族
曾祖尹成；祖父尹敬；父尹祥，母賈氏。永感下。